# Список умерших в 557 году

## Дата смерти неизвестна или требует уточнения
- Гун-ди, последний император Китайско-Сяньбийской династии Западная Вэй (554—557).
- Кириак Отшельник, православный святой, почитается в лике преподобных.
- Сяоминь-ди, император Китайской/Сяньбийской династии Северная Чжоу (557).